# Geisenhöhn
Geisenhöhn ist ein Ortsteil der Stadt Schleusingen im Landkreis Hildburghausen in Thüringen.

## Geografie
Geisenhöhn liegt etwa zwei Kilometer südlich von Schleusingen an der alten Fahrstraße nach Hildburghausen zwischen den Bergen Eichenschrot und Hohe Stieg im sogenannten Brunnengrund. Der Ort liegt im Mittel 420 Meter über dem Meeresspiegel.
Der Gisbach entspringt im Brunnengrund, fließt in nördlicher Richtung durch den Ort und mündet nach etwa 1,5 Kilometern in die Schleuse.
Die Gemarkung Geisenhöhn umfasst rund 400 Hektar Gesamtfläche, wobei etwa 100 Hektar auf landwirtschaftliche Nutzfläche und rund 200 Hektar auf Wald entfallen. Die wichtigste Verkehrsanbindung erfolgt über die Kreisstraße entlang der Deponie auf die Landesstraße 1134 (Hildburghausen–Schleusingen). Ein weiterer Weg führt über die Schleuse und den Weißen Berg nach Schleusingen.

## Geschichte
Der Ortsname wird als Hain (umhegte Rodung) eines Giso gedeutet. 874 wurde der Ort erstmals in einer Schenkungsurkunde eines Cunihilt an das Kloster Fulda genannt. Unter dem Namen Gysenhain wurde der Ort 1359 von Johann I. für 220 Pfund Heller an Heinrich von Waltershausen versetzt. Geisenhöhn war schon immer ein landwirtschaftlich geprägtes Dorf und gehörte in den vergangenen Jahrhunderten zur Pfarrei Schleusingen. Eine Kirche besaß Geisenhöhn nie, eine Kapelle wurde jedoch 1498 schriftlich erwähnt. Im Jahre 1630 wurde Else Weidehofer aus Geisenhöhn enthauptet und wegen Hexerei verbrannt.
Bis 1815 gehörte der Ort zum hennebergischen bzw. kursächsischen Amt Schleusingen und gelangte dann an den Landkreis Schleusingen der neugebildeten preußischen Provinz Sachsen, bei dem er bis 1945 verblieb. Während Mitte des 19. Jahrhunderts die Kinder die Schulen in Schleusingen und Ratscher besuchten, erfolgte danach die Schulbildung im eigenen, 1893 erbauten Schulgebäude. Im März 1950 umfasste die hiesige Grundschule die Klassen 1 bis 4. Sie wurde von den Kindern der Gemeinden Geisenhöhn und Gottfriedsberg besucht. Die Jahrgänge 5 bis 8 waren den Zentralschulen in Schleusingen zugewiesen.
Bis 1972 war Geisenhöhn selbstständige Gemeinde, deren Zugehörigkeit zum Kreis Hildburghausen und zum Kreis Suhl-Land in den vergangenen Jahrzehnten mehrmals wechselte. 1972 schloss sich Geisenhöhn mit elf weiteren Gemeinden zu einem Gemeindeverband zusammen. Am 13. März 1974 wurde Geisenhöhn ein Ortsteil von Schleusingen. Die Ende der 1970er-Jahre errichtete Kreismülldeponie wurde 1996 wieder geschlossen und dient heute nur noch als Erdstoffdeponie. Im Jahr 1997 erhielt der Ortsteil die Anerkennung als Förderschwerpunkt zur Dorferneuerung von 1998 bis 2000.

## Wirtschaft
Geisenhöhn ist seit jeher ein rein landwirtschaftlich geprägtes Dorf. Über viele Jahrhunderte war sie die Haupteinnahmequelle der Bevölkerung. Rinder- und Ochsenhaltung für Nutz- und Zugvieh sowie Ziegen und Schweinezucht waren wichtig für die Lebensgrundlage. 1961 wurde die LPG „Friedenstal“ gegründet. Elf Jahre später schlossen sich die LPG in Geisenhöhn und Schleusingen zusammen.
Seit der politischen Wende erfolgt die Bewirtschaftung der umliegenden Flächen in erster Linie durch die Landwirtschafts-Produktions-GmbH & Co Vermögens KG Schleusingen, die den größten Teil der landwirtschaftlichen Nutzfläche gepachtet hat. Darüber hinaus werden weitere Flächen durch einen ortsansässigen Schafzüchter bewirtschaftet.
Zur Gemarkung Geisenhöhn gehören etwa 200 Hektar Wald, wovon rund 60 Hektar durch die bestehende Waldgemeinschaft bewirtschaftet werden. Der Rest ist Privatwald. Gegenwärtig sind aber auch noch drei Landwirte im Nebenerwerb und fünf landwirtschaftliche Kleinstbetriebe in Geisenhöhn registriert. Hierdurch wird das Erscheinungsbild des Ortes entscheidend geprägt.

## Gesellschaftliches Leben

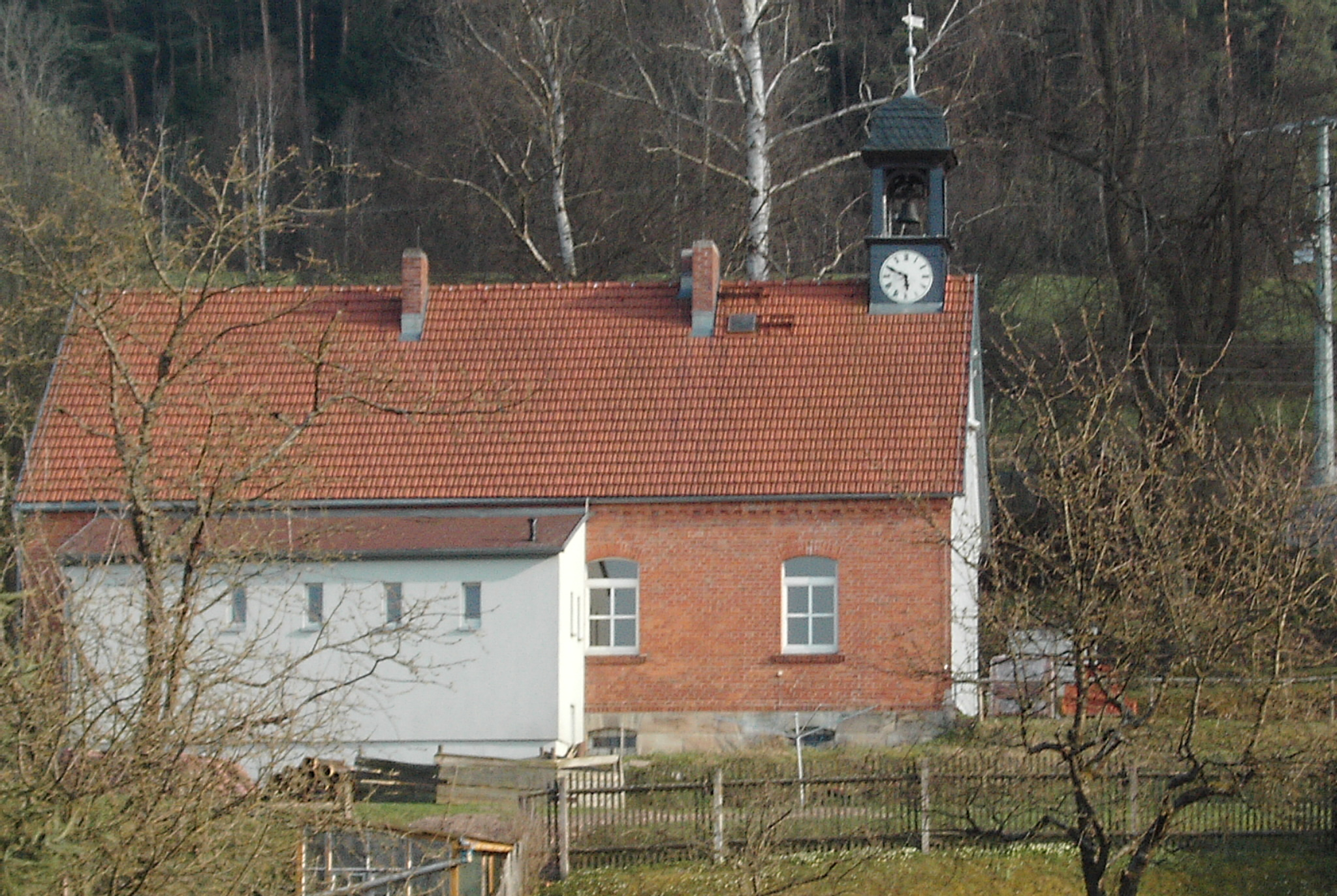
Vereinshaus Schleuseblick

Die 1893 erbaute Schule dient, seit dem Ende der Funktion als Bildungseinrichtung, als Vereinshaus. Hier finden jährlich mehrere Veranstaltungen statt. Das größte, sich jährlich wiederholende Fest ist das Dorffest Mitte August.

## Politik
Die Ortsteilbürgermeisterin Michelle Höhn ist seit 2024 im Amt. Neben ihr besteht der Ortsteilrat aus vier weiteren Mitgliedern.